# 平卜河
平卜河，位于中国贵州省望谟县境内，是望谟河右岸支流，发源于望谟县石屯镇交界村，向南流至油迈瑶族乡乐绕村以东注入望谟河。河长44千米，流域面积144平方千米。